# Caroline Baldwin

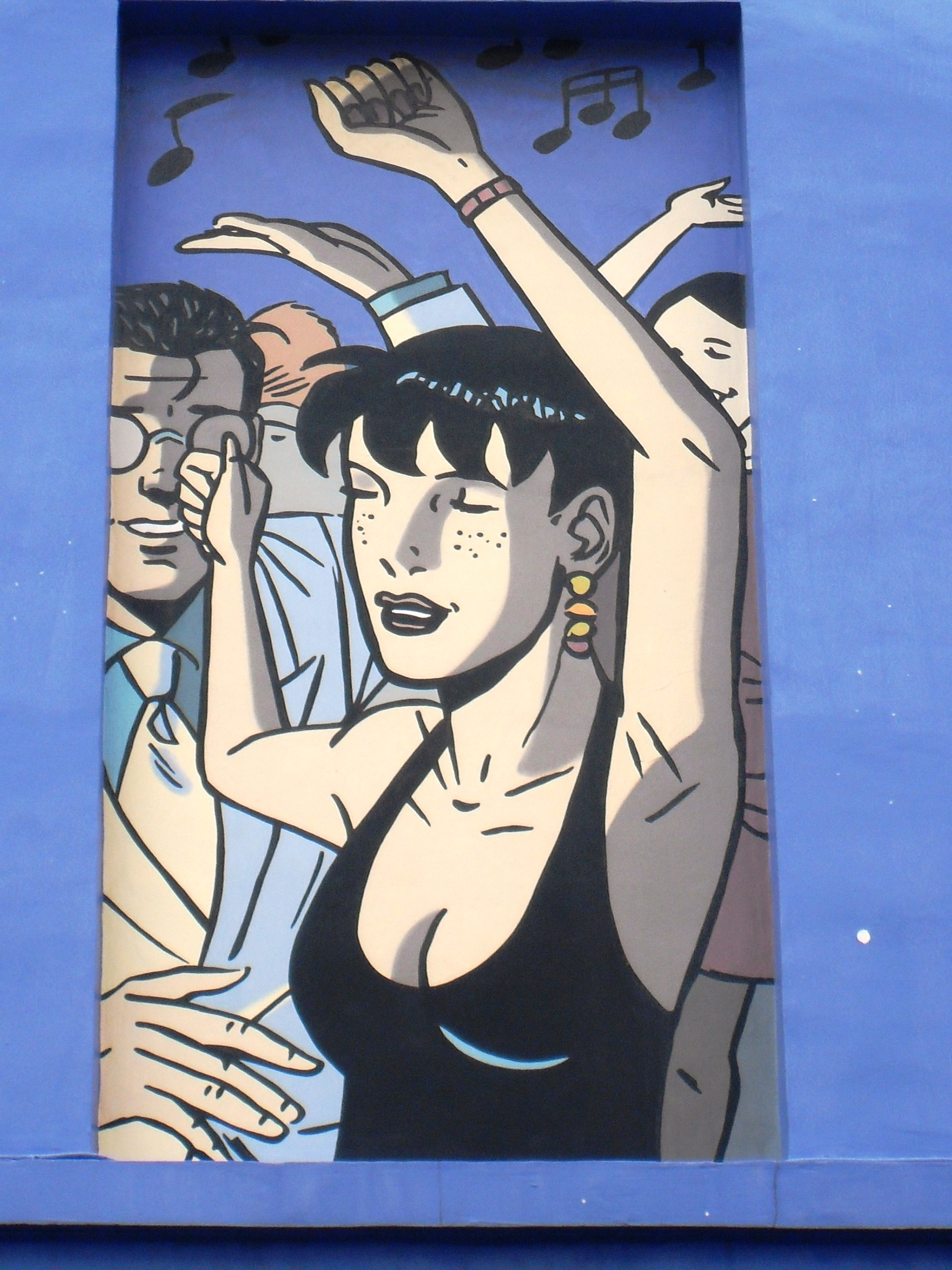
Wandmalerei in Brüssel

Caroline Baldwin ist eine seit 1996 laufende belgische Comicserie von André Taymans. Die im Stil der Ligne claire gezeichnete Noir-Krimi-Serie handelt von einer indigenen Detektivin aus Kanada.

## Inhalt
Caroline Baldwin arbeitet als Ermittlerin für die New Yorker Detektei Wilson. Nachdem sie bei einem Einsatz von einem HIV-infizierten Angreifer verletzt wird, erhält sie die Diagnose, dass sie selbst HIV-positiv ist – und das schon seit einiger Zeit. Nach einer kurzen Phase der Verzweiflung bemüht sie sich um ein normales Weiterleben. Unterstützt wird sie dabei von dem FBI-Agenten Gary Scott, für den ihre Erkrankung kein Hindernis in ihrer aber ansonsten nicht immer unproblematischen Liebesbeziehung ist.

## Veröffentlichung
In Frankreich war bis 2012 (Band 16) der Verlag Casterman die Heimat von Caroline Baldwin. Weitere Alben sowie die Integralausgabe wurden bei Paquet verlegt.
In Deutschland erschienen die ersten 16 Alben im Verlag comicplus+ zwischen Oktober 2001 und Februar 2015.
Seit 2021 übernimmt der Verlag Schreiber & Leser die Veröffentlichung. Die Bände 1 bis 16 sind dabei, analog zur französischen Integralausgabe, in vier Sammelbänden zusammengefasst, neuere Bände erscheinen als Einzelalben im Hardcover.

## Hintergrund
1995 war Taymans als Autor seit drei Jahren bei Casterman unter Vertrag. Zu dieser Zeit erstellte er einen Comic über einen depressiven Astronauten, betitelt Moon River. Der Verlag zeigte sich aber von dem Entwurf nicht begeistert und regte an, die Perspektive zu ändern: Die Hauptrolle sollte der zuvor nur nebenbei erwähnten Detektivin zufallen.
Die endgültige Geschichte erschien nach einem Magazin-Vorabdruck 1996 als Album und verkaufte sich gut. Damit startete eine neue Serie. Für seine Storys reiste Taymans nun in die Gegenden der Welt, die er in seinen Abenteuern darstellte. Als Casterman 1999 verkauft wurde, drohte der Serie die Einstellung. Sie wurde schließlich zwar fortgeführt, die Albenlänge musste aber von vormals 64 auf 46 Seiten reduziert werden.
Im Jahr 2013 kam es zu einem Zerwürfnis zwischen Casterman und Taymans. Eine geplante Geschichte zum Thema Libanon wurde vom Verlag aus politischen Gründen abgelehnt. Der Verlag hatte nur noch wenig Interesse an Caroline Baldwin und die letzte Albumveröffentlichung war von schlechter Druckqualität. Taymans beschloss daher, Casterman zu verlassen. Weil diese aber noch die Rechte an den alten Alben besaßen, schuf Taymans in der Zwischenzeit drei Geschichten um die Bergführerin Roxane Leduc, die er bereits 1998 für das Magazin Okapi entwickelt hatte. Nachdem die Rechte schließlich an den Autor zurückgingen, kam es ab 2017 zu einer Fortsetzung der Geschichten bei Paquet. Aus Zeitgründen gab Taymans die eigenständige Serie um Roxane auf.
Mit Band 19 ist die Serie abgeschlossen. Weitere Bände erscheinen nach Angaben des Autors als Spezialausgaben, die sich zwischen den bestehenden Geschichten einfügen oder diese um andere Perspektiven erweitern. Die Spezialausgaben werden bei Editions du Tiroir veröffentlicht.
Eine geplante Verfilmung mit Carole Weyers in der Rolle der Caroline Baldwin wurde 2013 nach wenigen Wochen abgebrochen, weil die Vorstellungen des Regisseurs Thomas François und der Produzenten zunehmend auseinandergingen und zeitgleich das produzierende Studio (Universal) seine belgische Niederlassung aufgelöst hat. Von dem Film existieren nur in Bangkok gedrehte Fragmente.
Das Storyboard wurde von Taymans zu Comics umgearbeitet und mit den Alben 17 bis 19 veröffentlicht.

## Alben
1. Moon River, 1996; deutsch: Moon River
2. Contrat 48-A, 1998; deutsch: Kontrakt 48-A
3. Rouge piscine, 1998; deutsch: Der Tote im Pool
4. La Dernière Danse, 1999; deutsch: Showdown in Havanna
5. Absurdia, 1999; deutsch: Absurdia (Alternativtitel Absurdistan)
6. Angel Rock, 2000; deutsch: Angel Rock
7. Raison d'État, 2001; deutsch: Staatsraison
8. La Lagune, 2002; deutsch: Die Lagune
9. Rendez-vous à Katmandou, 2003; deutsch: Wiedersehen in Kathmandu
10. Mortelle Thérapie, 2004; deutsch: Unheilsame Therapie
11. État de siège, 2005; deutsch: Grenzgänger
12. Le Roi du Nord, 2006; deutsch: Der König des Nordens
13. La Nuit du grand marcheur, 2007; deutsch: Alte Geschichten
14. Free Tibet, 2010; deutsch: Free Tibet
15. L'Ombre de la chouette, 2011; deutsch: Der Schatten der Eule
16. La Conjuration de Bohême, 2012; deutsch: Die Bohemian-Verschwörung
17. Narco-Tango, 2017; deutsch: Narco Tango
18. Half-Blood, 2018; deutsch: Half-Blood
19. Les Faucons, 2020; deutsch: Die Falken

Specials:
1. Double dames, 2022; deutsch: Damendoppel (zwischen Band 16 und 17)
2. Le Voyageur, 2023